# Liste der Monuments historiques in Châtenay-Malabry
Die Liste der Monuments historiques in Châtenay-Malabry führt die Monuments historiques in der französischen Gemeinde Châtenay-Malabry auf.

## Liste der Bauwerke
| Bezeichnung                   | Beschreibung | Standort                                                                   | Kennzeichnung | Schutzstatus   | Datum     | Bild           |
| ----------------------------- | ------------ | -------------------------------------------------------------------------- | ------------- | -------------- | --------- | -------------- |
| Château de la Roseraie        |              | Place Voltaire (Lage)                                                      | PA00088086    | Inscrit        | 1946      | weitere Bilder |
| Kirche St-Germain-l'Auxerrois |              | 2, rue du Lavoir (Lage)                                                    | PA00088088    | Inscrit        | 1928      | weitere Bilder |
| Pavillon Colbert              |              | 35 à 47, rue Jean-Longuet 2, rue Colbert 1 à 25, rue des Tournelles (Lage) | PA00088089    | Inscrit        | 1974      | weitere Bilder |
| Schloss Vallée-aux-Loups      |              | 87, rue de Chateaubriand (Lage)                                            | PA00088087    | Inscrit Classé | 1964 1978 | weitere Bilder |

## Liste der Objekte
- Monuments historiques (Objekte) in Châtenay-Malabry in der Base Palissy des französischen Kultusministeriums